# Frank Horch

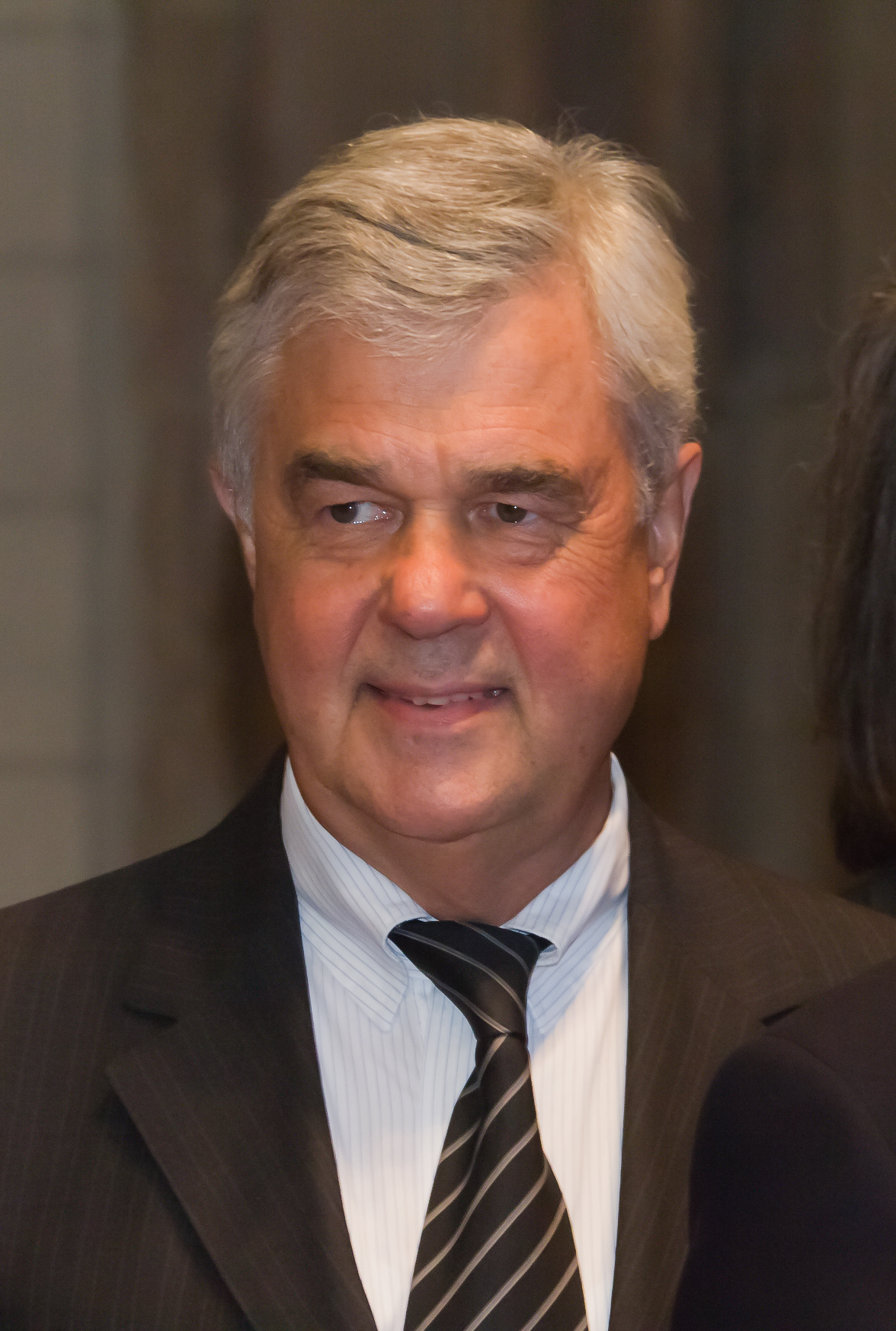
Frank Horch, 2011

Frank Horch (* 25. Februar 1948 in Geversdorf) ist ein deutscher Ingenieur, Manager und Politiker (parteilos). Seit dem 23. März 2011 war er Wirtschaftssenator Hamburgs, zunächst im Senat von Olaf Scholz und von März 2018 bis Oktober 2018 im Senat von Peter Tschentscher.

## Leben
Horch absolvierte von 1969 bis 1974 ein Schiffbaustudium in Hamburg. Schon während des Studiums war er für die Mützelfeldtwerft in Cuxhaven und die HDW in Hamburg als Konstrukteur tätig. Anschließend ging er zur Phoenix AG, wo er 1980 Hauptabteilungsleiter Entwicklung wurde. Zuletzt war er dort Generalbevollmächtigter. 1993 wechselte Horch zur Friedrich Krupp AG, für die er im folgenden Jahr die Leitung des Kunststoffwerkes Hamburg-Harburg übernahm. Nach Verkauf und Umbenennung des Unternehmens war er ab 2005 Vorsitzender der Geschäftsleitung der Harburg-Freudenberger Maschinenbau GmbH. 2008 wechselte Horch zur Werft Blohm + Voss in Hamburg. Im Mai 2008 wurde er zudem zum Präses der Handelskammer Hamburg gewählt.

### Eintritt in die Politik
Anfang 2011 trat Horch als Handelskammer-Präses zurück, um ein politisches Amt anzustreben: Rund einen Monat vor der Wahl zur Hamburgischen Bürgerschaft am 20. Februar 2011 stellte sich Horch im Januar 2011 der SPD als Kandidat für das Amt des Wirtschaftssenators zur Verfügung.
Als „Schattensenator“ nannte er die Elbvertiefung, eine stärkere Mittelstandsförderung sowie eine engere Verzahnung zwischen Wissenschaft und Wirtschaft als seine politischen Schwerpunkte und sprach sich für die Laufzeitverlängerung deutscher Kernkraftwerke aus. Bereits als ehrenamtlicher Handelskammer-Präses nahm Horch eine Rolle im politischen Leben Hamburgs ein. Er äußerte sich in dieser Zeit außer über wirtschaftspolitische auch über andere Themen und kritisierte etwa die Schulreform in Hamburg, die 2010 scheiterte.
Horch war als Mitglied der Hamburger Landesregierung seit 23. März 2011 stellvertretendes Mitglied des Bundesrates.

### Privates
Horch hat seinen Hauptwohnsitz in Hamburg, in der Hafencity (Stand 2014). Seine Ehefrau lebt weiterhin in Buxtehude. Sie haben zwei erwachsene Töchter und zwei Enkelkinder (Stand 2011).